# Військовий обов'язок в Ізраїлі

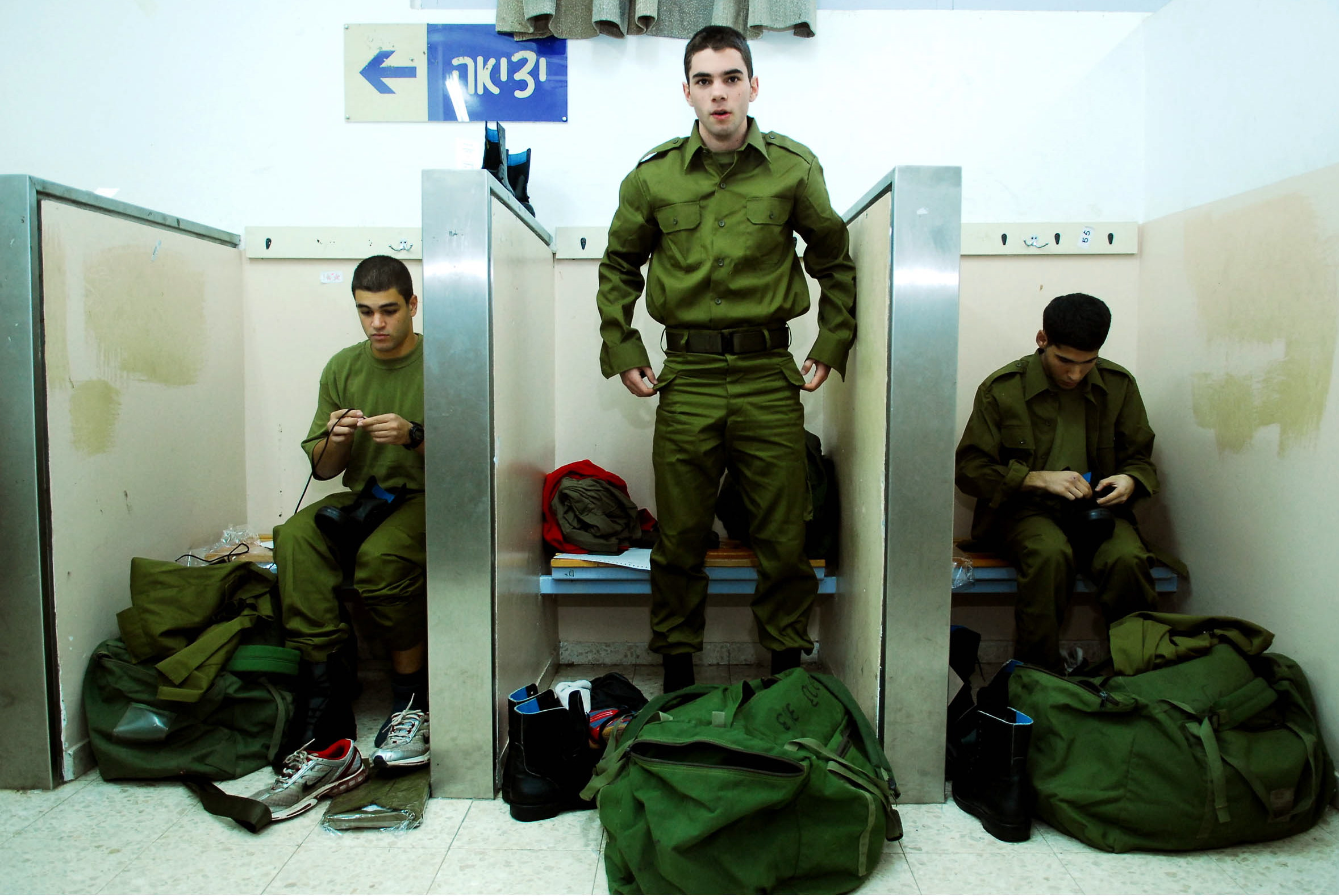
Ізраїльські новобранці вперше приміряють форму

 Армійський заклик в Ізраїлі (івр. גיוס לצה"ל‎) — це процес обов'язкового призову молодих людей до лав збройних сил в Ізраїлі, які були визнані придатними для армійської служби. Процес призову в армію починається після досягнення 16 років і закінчується в день призову, тобто в день початку служби в Армії оборони Ізраїлю.
В Ізраїлі існує обов'язковий заклик для всіх громадян Ізраїлю віком від 18 років, які є євреями (обох статей) або друзами та черкесами, як чоловіки так і жінки підлягають військовій службі. Арабські громадяни Ізраїлю в обов'язковому порядку не призиваються, але можуть добровільно записуватися до лав збройних сил (хоча це й не вимагається за законом). Інші винятки робляться з релігійних, фізичних чи психологічних причин. Станом на 2020 рік нормальна тривалість обов'язкової армійської служби становить два роки та шість місяців для чоловіків (за винятком деяких посад, що вимагають додаткових чотирьох місяців служби) та два роки для жінок (за винятком деяких посад, що вимагають додаткових восьми місяців служби).

## Обов'язок служби в Армії оборони Ізраїлю
У 1949 році, після створення Держави Ізраїль, «Закон про військову службу» передбачав, що ЦАХАЛ уповноважений завербувати в армію будь-яку цивільну особу, яка мала б з'явитися на службу відповідно до рішення армії. Відповідно до цього закону термін служби становив 24 місяці для чоловіків і 12 місяців для жінок. 1952 року до закону було внесено поправку, яка збільшила термін служби на шість місяців. А 10 січня 1968 року кількість місяців обов'язкової служби було збільшено додатковим наказом ще на шість місяців, тому воно склало три роки для чоловіків і два роки для жінок. Після затвердження рекомендацій комісії Шакеда для призовників з 1 липня 2015 року тривалість служби для чоловіків було скорочено на чотири місяці до 32 місяців. З 1 липня 2020 року тривалість служби для чоловіків вкотре скорочено і становить 30 місяців. Обов'язок призову до армії поширюється на кожного громадянина або постійного жителя, який досяг 18-річного віку, за винятком тих, хто був звільнений за рішенням армії з різних причин, головним чином через медичні чи психічні проблеми, кримінальне минуле тощо. Багато солдатів, які пройшли обов'язкову службу, також повинні бути в резерві відповідно до потреб армії.